# Orientalistika
Orientalistika je interdisciplinární vědní obor zkoumající jazyky, historii, kulturu a společnost národů Orientu. Jedná se tedy o studia asijských zemí a Afriky. Původní užití terminu orientalistika, který je spojen s obdobím koloniální nadvlády evropských států, je od 2. poloviny 20. století opouštěn ve prospěch termínů asijská a africká studia.
Vynikajícím orientalistou byl mj. také známý český kreslíř, ilustrátor a humorista Jiří Winter Neprakta.